# Бабушкин, Леонид Николаевич
Леонид Николаевич Бабушкин (23 марта 1902 года — 25 мая 1976 года) — советский агрометеоролог. Доктор географических наук (1950), профессор (1952), Заслуженный деятель науки и техники Уз. ССР (1960).

## Биография
Проректор ТашГУ (1955—1961). С 1959 года — заведующий кафедрой географии ТашГУ.
Основные работы: «Метеорологические факторы и растение» (1953); «Агроклиматическое районирование хлопковой зоны Средней Азии» (1960); «Агроклиматическое описание Средней Азии» (1964, «Научные труды Ташкентского гос. ун-та им. В. И. Ленина», «Агроклиматическое районирование Средней Азии». Награждён орденом Ленина.
Похоронен на Боткинском кладбище Ташкента.

## Научные труды
- Бабушкин Л. Н. Адаптация аппарата фототаксиса хлоропластов к интенсивности света.— Докл. АН СССР, 1955, т. 102, № 6, с. 1215—1218.
- Бабушкин Л. Н. О связи фототаксиса хлоропластов с фотосинтезом.— Докл. АН СССР, 1955, т. 103, № 3, с. 507—510.
- Бабушкин Л. Н. Явление поглощения воды листьями помидоров и картофеля.— Докл. АН СССР, 1960, т. 134, № 6, с. 1484—1485.